# Biumba
Biumba (em inglês: Byumba) é uma cidade da Ruanda situada na província (intara) do Norte. Até 2006, era capital da província de Biumba.